# Kathy Kinney
Kathy Kinney (ur. 3 listopada 1954) – amerykańska aktorka. Jest aktorką charakterystyczną, zdobyła popularność grając postać Mimi Bobeck w serialu The Drew Carey Show. Występuje w filmach, telewizji i na scenie.
Urodziła się w Stevens Point w stanie Wisconsin. Studiowała na University of Wisconsin. W 1976 r. przeprowadziła się do Nowego Jorku, gdzie pracowała jako sekretarka w telewizji WCBS. W tym czasie występowała też w klubach komedii, doskonaląc swoje umiejętności komedii improwizacyjnej.
Wystąpiła w filmie Parting Glances, który okazał się nieoczekiwanym sukcesem. Przeprowadziła się wtedy do Los Angeles. Wystąpiła później w serialu Seinfeld, Nowe przygody Supermana, Grace w opałach (pierwowzór polskiego serialu Hela w opałach), Pełna chata i Na imię mi Earl.
W Polsce najbardziej znana jest z roli Mimi Bobeck. Postać ta jest wulgarna, mściwa, krzykliwe się ubiera i nakłada na twarz masę makijażu, ale przede wszystkim zatruwa życie głównemu bohaterowi granemu przez Drew Careya. Pierwotnie postać ta miała wystąpić tylko w pilocie, jednak tak się spodobała publiczności, że zdecydowano się dopisać ją do serialu.
W 2008 r. Kinney została współautorką i gwiazdą strony dla dzieci.